# Karl-Heinz Preuße
Karl-Heinz Preuße (* 22. Januar 1926; † 2. März 2010) war ein deutscher Fußballspieler. Von 1947 bis 1959 hat er für die Vereine Bremer SV, Werder Bremen und Bremerhaven 93 in der damals erstklassigen Fußball-Oberliga Nord 277 Ligaspiele absolviert und dabei 175 Tore erzielt. Hinter Rekordtorjäger Uwe Seeler (267) nimmt er in der ewigen Rangliste der Oberliga Nord mit seinen 175 Toren den zweiten Platz ein.

## Laufbahn

### Bremer SV, bis 1949
Bei den Blau-Weißen vom Sportplatz des Westens an der Dedesdorfer Straße wuchs der junge Fußballer Karl-Heinz Preuße beim Bremer SV 06 heran. Durch den dritten Rang in der Saison 1946/47 in der Oberliga Niedersachsen Nord hinter dem SV Werder Bremen und 1. FSV Osnabrück qualifizierte sich der BSV für die ab der Saison 1947/48 an den Start gehende Fußball-Oberliga Nord. Trainiert wurden die späteren Oberligaspieler Franz Zembski, Armin Merz, Oskar Kurzawski, Willi Heitmann, Heinrich Tünnermann, Karl-Heinz Preuße, Willi Osterhorn und Alfred Fahrenholz vom langjährigen Ligaspieler Paul Eckhoff. Am ersten Spieltag der Oberliga Nord, am 14. September 1947, ging das Heimspiel gegen den Hamburger SV vor 15.000 Zuschauern im Weserstadion mit 1:3 Toren verloren. „Wilhelm“ Preuße agierte im damaligen WM-System als Mittelstürmer und konnte gegen HSV-Torhüter Walter Warning keinen Treffer erzielen. Nach sechs Ligaspielen stand der BSV unter dem neuen Trainer Arthur Schütz mit 0:12 Punkten auf dem letzten Platz. Trotzdem brachte die Runde mit 15.818 den besten Zuschauer-Schnitt in der Geschichte der Blau-Weißen zustande. Mit 17:27 Punkten reichte es am Rundenende zum neunten Rang und damit zum Klassenerhalt. Preuße hatte in 22 Ligaspielen zehn Tore erzielt.
Im zweiten Jahr in der Oberliga Nord 1948/49 belegte der Bremer SV, nicht zuletzt durch 16 Tore in 22 Spielen – 12er-Staffel, da Holstein Kiel im November ausgeschlossen wurde – von Stürmer Preuße, den fünften Platz und verwies damit den SV Werder als Tabellenachter im Stadtduell auf die Plätze. Beim 3:2-Heimerfolg am 6. März 1949 im Lokalderby vor 22.000 Zuschauern zeichnete er sich als zweifacher Torschütze aus. In der Torjägerliste der Nordliga nahm er hinter Adolf Vetter (24) und Kurt Hinsch (19) den dritten Rang ein. Vereinsintern folgte mit deutlichem Abstand Alfred „Coppi“ Beck mit sieben Toren hinter dem Torjäger als zweitbester BSV-Torschütze. Zur Saison 1949/50 schloss er sich dem finanziell besser gestellten SV Werder Bremen an.

### Werder Bremen, 1949 bis 1957
Nach der Einführung des Vertragsspielerstatuts zur Saison 1949/50 in den vier Vertragsspieler-Oberligen, in denen es bis zu 320 DM zu verdienen gab, gewannen die „Grün-Weißen“ durch die Aktivitäten von Geschäftsführer Hans „Hansi“ Wolff und des umtriebigen „Machers“ Albert „Abbi“ Drews Jahr für Jahr spielstarke Neuzugänge für Werder hinzu. Möglich gemacht wurde dies auf Grundlage großzügiger Unterstützung aus der Bremer Wirtschaft. Das „Lockmittel“ waren Handgelder und Anstellungen in den Firmen der Mäzene. So kamen mit Karl-Heinz „Wilhelm“ Preuße zur Saison 1949/50 noch die weiteren Spieler Hans Hagenacker, Horst Broschat (beide Eintracht Braunschweig), Herbert Burdenski (FC Schalke 04), Kuno Klötzer (Helmstedter SV) und Heiner Tünnermann (ebenfalls vom lokalen Konkurrenten Bremer SV) zum SV Werder. Das Debüt bei Werder gelang am ersten Spieltag, den 4. September 1949, mit einem 3:0-Auswärtserfolg bei Göttingen 05. Preuße spielte auf Halblinks und bildete zusammen mit Kurt Wunderlich, Hans Hagenacker, Horst Gernhardt und Heinz Rath den Werder-Angriff. Der torgefährliche Innensturm mit Hagenacker (25), Gernhardt (11) und „Wilhelm“ Preuße (18) erzielte insgesamt 54 Tore. Preuße hatte 24 Ligaspiele für seinen neuen Verein bestritten, der sich mit dem vierten Rang gegenüber dem achten Platz des Vorjahres verbessert hatte.
Der torgefährliche Angreifer kam am 14. Mai 1950 beim Repräsentativspiel von Westdeutschland gegen Norddeutschland in Köln vor 35.000 Zuschauern in der zweiten Halbzeit im Angriff der mit 4:3 Toren siegreichen NFV-Auswahl neben den Kollegen Felix Gerritzen, Hagenacker, Willi Schröder und Ihns zum Einsatz. In den beiden folgenden Runden, 1950/51 und 1951/52, verbesserte der ebenso schuss- wie kopfballstarke Innenstürmer seine Trefferquote auf 23 beziehungsweise 24 Rundentore in der Nordliga.
Ganz zur Spitze reichte es mit Werder in den nächsten Jahren aber nicht. Auch die weiteren „Einkäufe“ mit Hans Pöschl, Otto Knefler, Günter Heyse, Erich Haase, Erich Ebert, Max Konopka und des Nationalstürmers Willi Schröder änderten daran nichts. Die zwei dritten Plätze in den Runden 1952/53 und 1954/55 stellten die besten Platzierungen dar. Der Mann vom BSV kam in der ersten Saison mit Mitspieler „Krümel“ Schröder, 1954/55, nochmals mit seinen 21 Treffern über die 20er-Marke. Die nach einer Zigarettenmarke aus dem Hause Brinkmann im Volksmund „Texas-Elf“ genannte und wegen ihrer Launenhaftigkeit auch „Sphinx des Nordens“ bezeichnete Werder-Elf dieser Ära, hatte Probleme, sich in der Spitze zu etablieren. Nach der achten Ligarunde bei Werder Bremen, 1956/57, Preuße hatte mit Schröder (18) und Arnold Schütz (12) mit 14 Treffern die interne Torschützenliste angeführt, beendete er mit dem Ligaspiel am 11. Mai 1957 beim VfL Wolfsburg, nach insgesamt 198 Oberligaeinsätzen mit 136 Toren, seine Zeit bei den „Grün-Weißen“ und schloss sich Bremerhaven 93 an.

### Bremerhaven 93, 1957 bis 1959
An der Seite von Spielführer Werner Lang und den weiteren Leistungsträgern Wilfried Kapteina und Manfred Presche absolvierte der Ex-Werderaner 1957/58 für die „Weinroten“ vom „Zolli“ 28 Ligaspiele und erzielte zehn Tore. TuS 93 belegte den fünften Rang und platzierte sich damit vor seinem alten Verein Werder Bremen, der auf dem siebten Platz rangierte. In der Hinrunde zeichnete sich der routinierte Torjäger insbesondere am 6. Oktober 1957 mit den zwei Toren zum 2:1-Heimerfolg gegen Meister Hamburger SV aus, wo er sich auf Halblinks im Duell gegen Jürgen Werner zu behaupten hatte. Beim torreichen Rückrundenspiel am 12. Januar 1958 beim SV Werder, es endete mit 7:5 Toren für die Grün-Weißen, erzielte er in der 72. Spielminute das zwischenzeitliche 5:5-Unentschieden, ehe Werder-Linksaußen Günter Wilmovius mit zwei Toren das Spiel endgültig entschied.
Durch Verletzungen bedingt konnte Karl-Heinz Preuße 1958/59 nur noch sieben Ligaspiele für TuS 93 bestreiten. Sechs Spiele in der Hinrunde und das letzte Spiel am 22. März 1959, bei der 1:3-Auswärtsniederlage bei Arminia Hannover. Er verabschiedete sich mit dem Ehrentreffer für Bremerhaven 93 aus der Oberliga Nord. Nach insgesamt 277 Ligaspielen in der Fußball-Oberliga Nord mit 175 Toren beendete der Offenspieler im Sommer 1959 seine Spielerlaufbahn.

## Weblink
- Spieler A–Z (Spundflasche), aufgesucht am 18. November 2021

| Personendaten    | Personendaten            |
| ---------------- | ------------------------ |
| NAME             | Preuße, Karl-Heinz       |
| ALTERNATIVNAMEN  | Wilhelm                  |
| KURZBESCHREIBUNG | deutscher Fußballspieler |
| GEBURTSDATUM     | 22. Januar 1926          |
| STERBEDATUM      | 2. März 2010             |